# Askhortensia
Askhortensia (Hydrangea cinerea) är en art inom släktet hortensior som växer vild i östra USA. 

## Synonymer
- Hydrangea arborescens ssp. discolor (Ser. ex DC.) McClintock
- Hydrangea arborescens var. deamii St. John
- Hydrangea arborescens var. discolor Ser. ex DC.
- Hydrangea ashei Harbison
- Wikimedia Commons har media som rör Askhortensia.